# Эписция
Эпи́сция (лат. Episcia) — род цветковых растений семейства Геснериевые.
Название рода Эписция происходит от греч. слова episkios, что означает «затенённый».

## Ботаническое описание

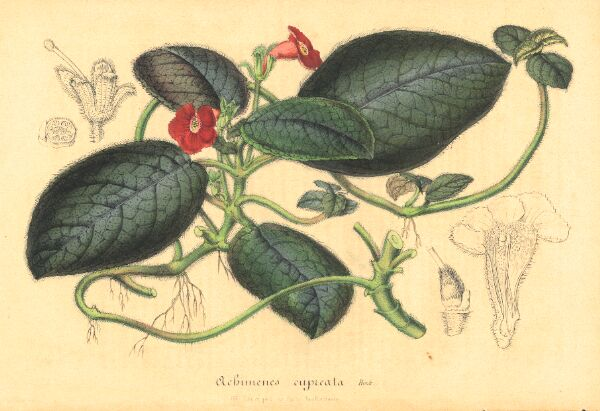
Episcia cupreata

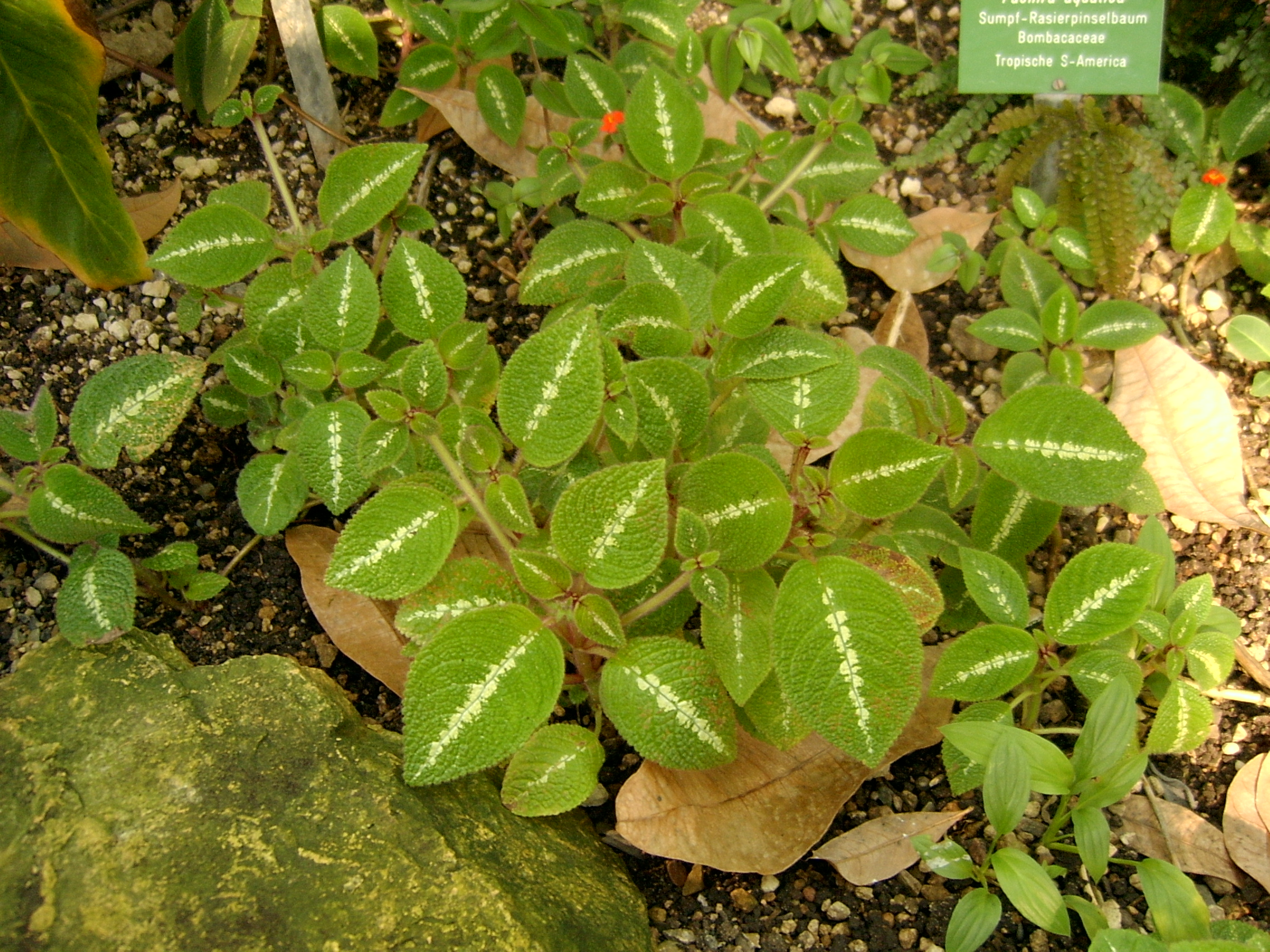
Episcia cupreata

Виды рода Эписция — это многолетние травянистые растения. Корневая система у растений мочковатая.
У видов рода Эписция бывает два типа побегов: укороченные со сближенными супротивными листьями или тонкие и длинные столоны, несущие дочерние розетки. Побеги у растений ползучие.
Листья у растений эллиптические, иногда яйцевидные. Листья крупные, морщинистые, бархатисто-опушенные или блестящие, оливково-зелёного цвета, медно-коричневого цвета, серебряные с прожилками другого цвета или зелёные с рисунком медного или серебряного цвета.
Существует множество гибридных форм растений с необычной окраской листьев: шоколадно-коричневого цвета, малиново-розового цвета с серебристой средней жилкой, салатового цвета в сочетании с белым и коралловым цветом, коричневого с прожилками розово-перламутрового цвета.
Цветки у видов рода Эписция пазушные, часто одиночные, небольшого размера, но очень красивые. Окраска венчика бывает белого, красного, жёлтого, золотисто-жёлтого и розово-лилового цвета. У гибридов цветки бывают также ярко-оранжевого, лавандово-синего и светло-кремового цвета. В цветке 4 тычинки.

## Ареал и климатические условия
Виды рода Эписция встречаются в тропических лесах Южной Америки и Центральной Америки (в Бразилии, в Мексике, в Колумбии, а также на Антильских островах) и растут в тенистых местах с высокой влажностью воздуха.

## Виды
По информации базы данных The Plant List, род включает 12 видов:
- Episcia andina Wiehler
- Episcia cupreata (Hook.) Hanst. — Эписция медно-красная[4]
- Episcia dianthiflora H.E.Moore & R.G.Wilson
- Episcia duidae Feuillet
- Episcia fimbriata Fritsch
- Episcia lilacina Hanst. — Эписция лиловая[4]
- Episcia prancei Wiehler
- Episcia punctata (Lindl.) Hanst.
- Episcia reptans Mart. — Эписция ползучая[4]
- Episcia rubra Feuillet
- Episcia sphalera Leeuwenb.
- Episcia xantha Leeuwenb.

Некоторые виды (E. dianthiflora, E. punctata) относят к близкому роду Alsobia.

## Культивирование
Виды рода Эписция выращивают преимущественно из-за красивых листьев, но иногда также из-за красивых цветков, которые хорошо смотрятся на фоне листьев необычной окраски. Растения рода Эписция быстро растут и имеют длительное цветение. В культуре растения быстро израстаются, и их приходится омолаживать, укореняя верхушку побега.

## Размножение
Растения рода Эписция легко размножаются черенками, листьями и семенами. Самый простой способ размножения растений — это укоренение боковых побегов.